# Aonidia rarasana
Aonidia rarasana är en insektsart som beskrevs av Takahashi 1934. Aonidia rarasana ingår i släktet Aonidia och familjen pansarsköldlöss.
Artens utbredningsområde är Taiwan. Inga underarter finns listade i Catalogue of Life.